# Katrin gör karriär
Katrin gör karriär är en amerikansk film från 1947 i regi av H. C. Potter. Det är en bearbetning av en pjäs av Hella Wuolijoki. Loretta Young belönades med en Oscar för sin roll som svensk-amerikanske Katrin Holstrom. Det blev något av en överraskning på galan då Rosalind Russell var förhandstippad för sin roll i Mourning Becomes Electra. Även Charles Bickford nominerades till en Oscar för bästa manliga biroll.

## Handling
Katrin Holstrom lämnar sitt hem i Minnesota, en gård ägd av svensk-amerikaner för att söka arbete i staden. Genom en serie händelser får hon anställning som hushållerska hos en kongressledamot. Det bär sig inte bättre än att Katrin genom sin frispråkighet hamnar mitt i den amerikanska storpolitiken.

## Rollista
- Loretta Young - Katrin Holstrom
- Joseph Cotten - Glenn Morley
- Ethel Barrymore - Agatha Morley
- Charles Bickford - Joseph Clancy
- Rose Hobart - Virginia Thatcher
- Rhys Williams - Adolph Petree
- Harry Davenport - Dr. Sulven
- Tom Powers - Hy Nordick
- William Harrigan - Ward C. Hughes
- Lex Barker - Olaf Holstrom
- Harry Shannon - Mr Holstrom
- Keith Andes - Sven Holstrom
- Thurston Hall - Wilbur Johnson
- Don Beddoe - Einar
- James Arness - Peter Holstrom
- Anna Q. Nilsson - Mrs. Holstrom